# Condado de Clavijo
El condado de Clavijo es un título nobiliario español creado por el rey Carlos II, por real decreto del 18 de octubre de 1689 y real despacho del 17 de abril de 1690, a favor de Marcos Baltasar de Lanuza y Mendoza.

## Historia de los condes de Clavijo
- Marcos Baltasar de Lanuza y Mendoza (c. 1650-después de 1709), I conde de Clavijo, VII marqués de Auñón tras sentencia judicial en 1709,[2] X señor de la villa de Clavijo, X señor de Miraflores y de Aldehuela, señor de la fortaleza de Picaza y gentilhombre de boca del rey Carlos II y miembro de su Consejo de hacienda.[1] Era hijo de Martín José Batista de Lanuza y Serra de Arteaga[2] y de Juana Lorenza de Molina Mendoza, VII señora de Clavijo, Miraflores y de Aldehuela.[3]

Casó, en Morata de Jalón, el 30 de marzo de 1682, con Manuela Sanz de Cortés Heredia y Mendoza (Zaragoza, 1664-Madrid, 24 de diciembre de 1731), hija de Francisco Antonio Domingo Sanz de Cortés y Borau, I marqués de Villaverde, y de su segunda esposa, Ana María Fernández de Heredia Mendoza Sanz de Latras y Camargo, hija del I conde de Contamina.
- Francisca Javiera de Lanuza y Sanz de Cortés (Madrid, 1683/1685-5 de enero de 1754), II condesa de Clavijo y VIII marquesa de Auñón.[3]

Casó, en primeras nupcias, el 30 de mayo de 1720, con Miguel Carlos de Sada y Antillón, caballero de la Orden de San Juan. Contrajo un segundo matrimonio, el 15 de agosto de 1749, con Jerónimo José de Baños y Utrera. Sin descendencia, sucedió su pariente:
- Juan Antonio Ruiz de Molina y Ortega, III conde de Clavijo.[1]

Casó con Francisca Vargas Machuca Yepes y Salazar. Sucedió su hijo:
- José Manuel Ruiz de Molina y Vargas Machuca, IV conde de Clavijo.[a]

Casó con María de la Concepción Cañaveral y Horcasitas. Sucedió su hijo:
- José Francisco de Paula Ruiz de Molina y Cañaveral, V conde de Clavijo[b] prócer y senador en la legislatura 1834-1835.[6]

Casó con Manuela de Barasoain. Sin descendencia. Sucedió su hermana:
- María Soledad Ruiz de Molina y Cañaveral (m. 1847), VI condesa de Clavijo.[7]

Casó, el 24 de junio de 1798, con Fernando Pérez del Pulgar y Varo (m. 19  de mayo de 1829), V marqués del Salar. Sucedió su hijo:
- Fernando Pérez del Pulgar y Ruiz de Molina (Granada, 24 de junio de 1800-23 de noviembre de 1856), VII conde de Clavijo, VI marqués del Salar,[7] grande de España, conde de Maseguilla, marqués de Pozoblanco, maestrante de Sevilla, regidor perpetuo de Loja, gentilhombre de cámara del rey, prócer y senador.[8]

Casó en primeras nupcias, el 2 de enero de 1832, con María del Carmen Fernández de Córdoba y Rojas, hija del conde de Luque. De este matrimonio nacieron; Fernando, su sucesor en el marquesado de Salar; José, que fue conde de Clavijo en 1861 por cesión de su hermano; y Mercedes, casada con Alonso Coello de Portugal y Contreras, I conde de Pozo Ancho del Rey. Contrajo un segundo matrimonio, el 27 de abril de 1840, con María del Carmen O'Lawlor y Caballero, padres de María Pérez del Pulgar y O'Lawlor, I condesa de Zenete. Sucedió, en 1861, su hijo, a quien su hermano Fernando cedió el título:
- José Pérez del Pulgar y Fernández de Córdoba (8 de agosto de 1835-7 de marzo de 1893), VIII conde del Clavijo,[8]

Sucedió su sobrina, hija de su hermano Fernando, VII marqués de Salar, VII marqués de Pozoblanco, XIII conde de Maseguilla, maestrante de Granada y caballero de la Orden de Alcántara, y de su esposa, Lorenza Fernández de Villavicencio y del Corral, VIII condesa de Belmonte del Tajo.
- Eulalia Pérez del Pulgar y Fernández de Villavicencio (Granada, 5 de julio de 1870[1]-Madrid, 1958), IX condesa de Clavijo.[9]

Casó en primeras nupcias, el 1 de octubre de 1894, con Antonio Javier de Arcos y Sarasin (1871-1921), caballero de la Orden de San Juan y mayordomo de semana del rey. Contrajo un segundo matrimonio, en 1922, con Justo de San Miguel y de la Gándara, I marqués pontificio de San Miguel, sin sucesión de este matrimonio. Sucedió, en 1926, la única hija nacida de su primer matrimonio a quien cedió el título:
- María Antonia Arcos y Pérez del Pulgar (28 de noviembre de 1905-28 de junio de 1986), X condesa de Clavijo.[9][10]

Contrajo matrimonio, el 21 de julio de 1928, con Agustín de Figueroa y Alonso-Martínez, hijo de los condes de Romanones. El matrimonio fue anulado posteriormente. Sin descendencia, sucedió:
- Agustina Maroto von Nagel (1828-2021), XI condesa de Clavijo,[11] XII marquesa de Salar, grande de España,[7] condesa de Belmonte de Tajo, marquesa de Pozoblanco, condesa de Maseguilla y III marquesa de Santo Domingo. Era hija de Juan Maroto y Pérez del Pulgar (m. 1977), marqués de Pozoblanco —hijo de Juan Maroto y Polo, marqués de Santo Domingo, y de Lorenza Pérez del Pulgar y Fernández de Villavicencio, marquesa de Pozoblanco—, quien casó en 1925 con Agustina von Nagel.[12]

Casó, el 6 de junio de 1955, con Francisco María Martínez de las Rivas y Ewart. Sucedió, en 1992, su hijo a quien cedió el título:
- Juan Francisco Martínez de las Rivas y Maroto, XII conde de Clavijo,[13] XIII marqués de Salar, marqués de Pozoblanco, marqués de Santo Domingo y XIII conde de Belmonte de Tajo.

En 2016, sucedió su hija, por distribución:
- Mónika Martínez de las Rivas y Palomar, XIII condesa de Clavijo.[14]